# Eilema xantholeuca
Eilema xantholeuca là một loài bướm đêm thuộc phân họ Arctiinae, họ Erebidae.